# Hebius boulengeri
Hebius boulengeri är en ormart som beskrevs av Gressitt 1937. Hebius boulengeri ingår i släktet Hebius och familjen snokar. Inga underarter finns listade i Catalogue of Life.
Arten förekommer i sydöstra Kina, inklusive Hainan. Dessutom finns avskilda populationer i norra Vietnam och sydvästra Kambodja. Utbredningsområdet ligger 80 till 1300 meter över havet. Hebius boulengeri har anpassad sig till människans landskapsförändringar och lever främst i risodlingar. Ormen besöker även tempererade och tropiska skogar. Den jagar groddjur och ibland fiskar. Honor lägger ägg.
Intensivt jordbruk kan påverka beståndet negativt. IUCN listar arten som livskraftig (LC).